# Stařenka Oggová
Stařenka Oggová, celým jménem Gyta Oggová, je postava z fantasy série Zeměplocha Terryho Pratchetta. Je čarodějka, členka Lancreského společenství čarodějek. Má v paměti uloženu genealogii celého Lancre, většině tamních lidí asistovala u zrození a pomáhala při poslední hodince.

## Rodina a život
Stařenka Oggová byla třikrát vdaná, má patnáct dětí a vládne celému rozsáhlému rodu pevnou rukou.
Bydlí v novém domě, který se liší od tradičních, mechem porostlých domků čarodějnic. Dům se nachází v centru města Lancre. Všechny prostory v domě jsou zaplněny věcmi a památečními předměty, kterými byla obdarována. Nebrání se, když vnoučata kreslí na zeď obrázky pro „stařku“. Dcery a snachy jí uklízí, vaří a perou. Má perfektně zásobený bar a stále plný váček na tabák. Kouří dýmku. Stařenka žije sama, protože potřebuje sebevědomí a nezávislost.
Své zetě vítá s nadšením do rodiny, vůči snachám se ková krutě a neobtěžuje si zapamatovat jejich jména. Vnoučata zbožňuje a má pro ně připravený stále sáček s bonbóny.
Nejstarším synem je lancerský kovář Jasoň Ogg, muž obrovitého vzrůstu, jehož nejmladšího synka Žuchlíka stařenka zbožňuje. Nejmladším synem je Jeník Ogg, který je strážným a hochem pro všechno v králových službách. Jeho otcem byl Střízlivěj Ogg.
Její nejbližší přítelkyní je Bábi Zlopočasná, ke které je velmi loajální.

## Stařenčiny vlastnosti, zvyky a záliby
Stařenka Oggová je veselá a dobrosrdečná dáma, která však dokáže být zároveň i velmi tvrdá a nesmlouvavá, byť i výjimečně. Neláme si hlavu s čarodějnými postupy a předměty, má radši pohodlí a ví, že k cíli vedou jednodušší cesty. To však nijak nesnižuje její výborné čarodějnické schopností. Lidé jí velmi respektují.
Stařenka Oggová má k pravdě velmi svérázný přístup; říká ji, když se to hodí a nenaskýtá se nic zajímavějšího, co by mohla říci.
Dokáže se všude cítit jako doma a ve všem najít něco pozitivního.
Miluje zábavu a hry. Ráda pije alkohol a ve vlastní palírně vyrábí velmi silnou kořalku hlavně z meruněk, která je schopná propálit podlahu. Ne však stařenčino hrdlo. Nebrání se experimentům a v Genově si oblíbila „bananánové dajikri“. Často a ráda jí. Na cestách překvapuje v restauracích svými požadavky, např. na středně propečený tatarský biftek.
Stařenka je sběratelka postradatelných maličkostí, zvláště pokud jsou poživatelné. Do klobouku je schopná ukrýt i mísu s pudinkem.
Chodí oblékaná zpravidla do černého, jak se na čarodějku sluší, ale nebrání se výstřednostem, jako např. červeným koženým botkám a odolnému klobouku vyztuženým proutím s osmnácti kapsami vytvořeným mistrem Vernisážem z Dílů.
Koupe se jednou do roka na jaře a zvuky, které koupel v kovové vaně provází, děsí obyvatele Lancre.
Ráda zpívá, zvláště když není zcela střízlivá. To pak přichází na řadu Ježčí píseň. Sama se doprovází zpravidla na strunné nástroje. Z Genovy od paní Gogolové si přivezla bendžo.
Obzvlášť slavnostně slaví noc Prasečí hlídky. Z domu Stařenky Oggové se ozývají výbuchy smíchu, hlahol mnoha hlasů, řinčení skla a pokřik dětí. Stařenka Oggová vytvořila novou tradici v tom, že na každou Prasečí hlídku k sobě zve celou vesnici a kvalita vzduchu v domě se vymyká zpod kontroly jakékoliv organizace pro znečištění ovzduší.
Ráda hraje hazardní hry, ale nedokáže odhalit falešné hráče.
Stařenka Oggová má ráda muže. Také démony, protože byly mužského pohlaví, nebo tak vypadají. Poslední milostné dobrodružství bylo s „hrabětem“ Casanovlezem, členem hradní stráže v Genově, který jí zpíval serenády, když byla ve vězení. Později se opět setkali v Lancre u příležitosti svatby krále Verence II. a Magráty Česnekové. Trpaslík Casanovlez jí připravil romantickou večeři v nejdražší restauraci v Lancre, kterou narušili na svět se navrátivší elfové. Proti elfům společně se stařenkou také bojovali.
Napsala kuchařku pod pseudonymem Lancreská čarodějka s názvem Radost z bašty, kterou vydal pan Kozlovrch. Prodalo se víc než 20 tis. výtisků. Jsou tam většinou afrodiziakální recepty, např. koláč z karotky a ústřic, skořicovomedové prstíčky, celerové překvapení a jahodový klátil.

## Kocour Silver
Má obávaného kocoura Silvera, kterého nikdo krom stařeny nemá rád. S Bábi Zlopočasnou se kocour upřímně nenávidí. Stařenka ho stále před sebou vidí jako malé roztomilé koťátko, kterým byl, když si ho přinesla před lety, i když nyní pronásleduje vlky a k smrti děsí medvědici. Všichni ostatní v celém širém okolí byli přesvědčeni, že jediné, co by mohlo Silverovi ublížit, by byl přímý zásah většího meteoritu. Silver v noci stařence zahřívá nohy.

## Vtipné výňatky o Stařence Oggové
- Stařenka Oggová se podívala pod postel, aby zjistila, zda se tam náhodou neskrývá nějaký muž. Nebyl tam, ale člověk nikdy neví, kdy přijde ke štěstí.

- „Áááléééééé hóóólééé máágůůů, to néééjsou přéééludýýý, býýývajííí na koncíííí zdobenýýý žááludýýý.“

- „Jsme jeden druhému souzeni. Chci vaše tělo, paní Oggová.“ „Já ho pořád ještě používám.“

- „To by nefungovalo,“ odpověděla mu. „Jsme prakticky nekompatibilní. Já měřím sto šedesát pět a vy nemáte víc než sto patnáct. A mimoto jsem dost stará na to, abych mohla být vaší matkou.“ „To tedy těžko. Mojí máti je skoro tři sta let a má mnohem hezčí knír než vy.“

- „Víte, paní Oggová, způsob, jakým vy projevujete úctu svému bohu, je takový, že kdyby vás při tom viděl průměrný ateista, zezelenal by závistí.“

- „S Oggy v čele jdou kamkoliv?“ „Ne tak docela,“ zavrtěla Stařenka hlavou. „Ale každý, kdo si dovede spočítat, co je pro něj dobré, jde kamkoliv, když má Oggy v patách.“